# Nižnij Lomov
Nižnij Lomov è una città della Russia europea centrale (oblast' di Penza), situata sul versante occidentale delle alture del Volga, sulle sponde del fiume Lomovka, 109 km a nordovest del capoluogo Penza; dipende amministrativamente dal distretto omonimo, del quale è capoluogo.

## Società

### Evoluzione demografica
Fonte: mojgorod.ru
- 1897: 10.000
- 1926: 9.800
- 1939: 8.100
- 1959: 13.900
- 1979: 22.700
- 1989: 26.600
- 2007: 23.400